# 포화 속의 십자가
"포화 속의 십자가"는 한국에서 제작된 이용민 감독의 1956년 영화이다. 김진규 등이 주연으로 출연하였고 김관수 등이 제작에 참여하였다.

## 출연

### 주연
- 김진규
- 김신재
- 복혜숙
- 전택이

## 기타
- 원작자: 박계주
- 조명: 김성춘
- 녹음: 이경순
- 미술: 박석인